# Emmett (Idaho)
Emmett – miasto w Stanach Zjednoczonych, w stanie Idaho, siedziba administracyjna hrabstwa Gem.